# داني فرنانديز
داني فرنانديز (Danny Fernandes) اسمه الكامل دانييل بوسكو فرنانديز من مواليد 16 سبتمبر/أيلول 1985 بكندا، مغني وكاتب أغاني كندي من أصل برتغالي وإيطالي. هو الأخ الأصغر للمغني شون ديزمن (Shawn Desman). وقّع عقداً مع شركة CP Records الكندية

## الألبومات
- 2008: Intro
- 2010: AutomaticLUV

## أغاني
- 2008 - إنتاج أغنية Curious و Private Dancer و Fantasy و Addicted
- 2009 إنتاج أغنية Never Again و Addicted
- 2010 إنتاج أغنية Automatic

## وصلات خارجية
- داني فرنانديز على موقع IMDb (الإنجليزية)
- داني فرنانديز على موقع ميوزك برينز (الإنجليزية)
- الموقع الرسمي نسخة محفوظة 6 فبراير 2009 على موقع واي باك مشين.
- موقع MySpace